# Mayumi Iizuka
Mayumi Iizuka (飯塚 雅弓 Iizuka Mayumi?,  nacida 3 de enero de 1977) es una seiyū japonesa y cantante de J-Pop nacida en Tokio y criada en Taiwán, la República de China y posteriormente Yokohama, Japón. 

## Papeles importantes
- Tsuneko en Recuerdos del ayer (también conocida como Omohide poro poro en japonés i Only Yesterday en inglés).
- Yukari y Princesa Millerna en Escaflowne.
- Sora en Escaflowne, A Girl in Gaea.
- Nanaka Nakatomi en Magic User's Club.
- Sakuya Kumashiro en Tenchi in Tokyo.
- Reiko Asagiri en Gate Keepers.
- Anna Nozaki en Fancy Lala.
- Makoto Sawatari en Kanon y la serie Kaginado.
- Lasty Farson en Angelic Serenade (también conocida como Tenbatsu! Angel Rabbie).
- Kasumi/Misty, Cleffa, Clefairy, and Clefable en Pocket Monsters.
- Cleo en Sorcerous Stabber Orphen.
- Yoko Tokashiki en Princess Nine.
- Akari Mizushima en Chance: Triangle Session.
- Tron Bonne en la serie de Rockman DASH (Mega Man Legends en Occidente), Marvel vs. Capcom 2 y Namco x Capcom.
- Aoi Matsubara en ToHeart.
- Rena Lanford en Star Ocean EX.
- Clea Everlasting en Orphen.
- Yuka Odajima en Futari wa Pretty Cure.
- Miyuki Chinen en Fresh Pretty Cure.
- Cure Empress en Doki Doki! PreCure.

## Discografía (como cantante)

### Sencillos
1. Akuseru (アクセル / Accele < Accelerator), 1997
2. love letter (Carta de Amor), 1999
3. caress/place to be, 2000
4. My wish, 2000
5. Yasashi Migite (やさしい右手 / A Tender Right Hand), 2002
6. Koi no Iro (恋の色 / El Color del Amor), 2002
7. Kikaseteyo Kimi no Koe (聴かせてよ君の声 / Dame el Sonido de Tu Voz), 2002
8. Pure♡, 2003
9. amulet, 2004
10. TRUST - Kimi to Aruku Mirai - (TRUST～君と歩く未来～ / TRUST - El Futuro Caminando con Tú -), 2011 - Solo descarga del internet

### Álbumes (Duración completa)
1. Kataomoi (かたおもい / El Amor no Correspondido), 1997
2. Mint to Kuchibue (ミントと口笛 / Una Menta y un Silbido), 1998
3. so loving, 1999
4. AERIS, 2000
5. Himawari (ひまわり / Girasoles), 2001
6. Niji no Saku Basho (虹の咲く場所 / A Place in the Bloom of a Rainbow), 2002
7. SMILE×SMILE, 2003 - Producido por Tore Johansson
8. ∞infinity∞ (∞infinidad∞), 2004
9. mine, 2005
10. 10LOVE, 2006
11. Crystal Days, 2007
12. Stories (Cuentos), 2008
13. Fight!! (¡¡Ánimo!!), 2009
14. Kimi e... (君へ。。。 / A ti...), 2009
15. Ichigo. (いちご。 / Fresón.), 2012

### Miniálbumes
1. Fly Ladybird fly, 1998
2. 23degrees。, 2004
3. Purezento (プレゼント / El Regalo), 2005

### Mejores álbumes
1. berry best, 2001
2. BESTrawberry, 2005